# Миша Кросс
Миша Кросс (англ. Misha Cross, род. 27 ноября 1989 г., Варшава, Польша) — польская порноактриса.

## Ранняя жизнь
Жила в Варшаве, где работала барменом, официанткой, в магазине одежды. Училась в Университете социологии и фотографии на факультете социологии. Интересовалась русской культурой, благодаря чему и взяла себе псевдоним Misha Cross.

## Карьера
Дебютировала в качестве порноактрисы в 2013 году, в возрасте 23 лет.
Первоначально снималась в порнофильмах в Будапеште и Праге. В мае 2014 года отправляется в США, куда была приглашена агентством Adult Talent Managers, и вскоре начинает сниматься в американской продукции для взрослых. Снимается с такими артистами, как Кайден Кросс, Саманта Бентли, Надя Стайлз, Блу Эйнджел, Джина Джерсон, Дана Весполи, Миа Малкова, Тори Блэк, Мануэль Феррара, Мик Блу, Эрик Эверхард, Кейран Ли, Дэнни Ди, Майк Адриано, Рокко Сиффреди, Начо Видаль, Рамон Номар и др.
В 2016 году была удостоена премии AVN в номинации Лучшая иностранная исполнительница года, а затем заключила долгосрочный договор на участие в фильмах Ребекки Лорд.
На настоящий момент снялась более чем в 80 фильмах.

## Награды и номинации
| Год  | Церемония | Категория                                        | Работа                                                                                | Результат |
| ---- | --------- | ------------------------------------------------ | ------------------------------------------------------------------------------------- | --------- |
| 2015 | AVN       | Лучшая сцена двойного проникновения              | Misha Cross Wide Open (вместе с Рамоном Номаром и Миком Блу)                          | Номинация |
| 2015 | AVN       | Лучшая новая старлетка                           | н/д                                                                                   | Номинация |
| 2015 | AVN       | Лучшая сцена орального секса                     | Misha Cross Wide Open                                                                 | Номинация |
| 2015 | AVN       | Лучшая сцена триолизма — ЖЖМ                     | Fluid 2 (вместе с Ashlyn Molloy и Мануэлем Феррарой)                                  | Номинация |
| 2015 | XBIZ      | Лучшая лесбийская сцена                          | Misha Cross Wide Open (вместе с Кайден Кросс)                                         | Победа    |
| 2015 | XBIZ      | Лучшая сцена - неигровой релиз                   | Misha Cross Wide Open (вместе с Миком Блу и Рамоном Номаром)                          | Номинация |
| 2015 | XBIZ      | Лучшая иностранная исполнительница года          | н/д                                                                                   | Победа    |
| 2016 | AVN       | Лучшая сексуальная сцена в зарубежной постановке | Pretty Little Playthings (вместе с Самантой Бентли, Luke Hotrod и Maximilian Gambero) | Номинация |
| 2016 | AVN       | Лучшая иностранная исполнительница года          | н/д                                                                                   | Победа    |
| 2016 | XBIZ      | Лучшая лесбийская сцена                          | Mother Lovers Society Vol. 12 (вместе с Даной Весполи)                                | Номинация |
| 2017 | AVN       | Лучшая сексуальная сцена в зарубежной постановке | Hard in Love (вместе с Никитой Беллуччи)                                              | Победа    |
| 2017 | XBIZ      | Лучшая лесбийская сцена                          | Hard in Love (вместе с Джесси Вольт и Proxy Paige)                                    | Номинация |
| 2017 | AVN       | Лучшая иностранная исполнительница года          |                                                                                       | Победа    |
| 2018 | AVN       | Лучшая сексуальная сцена в зарубежной постановке | Infernal (вместе с Nick Moreno)                                                       | Номинация |
| 2018 | AVN       | Лучшая иностранная исполнительница года          |                                                                                       | Номинация |
| 2019 | AVN       | Лучшая иностранная исполнительница года          |                                                                                       | Номинация |
| 2020 | AVN       | Лучшая иностранная исполнительница года          |                                                                                       | Номинация |